# Морайя Пітерс
Морайя Кастілоу Пітерс (англ. Moriah Castillo Peters, 2 жовтня 1992, Помона, Каліфорнія), сучасна американська авторка і виконавиця християнських пісень, що народилася і зросла в місті Помона, Каліфорнія. У 2012 році Пітерс випустила альбом під назвою «I Choose Jesus» («Я обираю Ісуса»), що став її першим повним студійним альбомом.

## Історія життя
У віці 13 років вона вже вміла грати на гітарі та почала писати власні пісні. В 14 років Пітерс присвятила себе служінню Господу і ще досі пам'ятає ту палку молитву, в якій прохала: «Господи, я лише хочу бути корисною для тебе».
Початкову і середню освіту здобувала в школі Don Antonio Lugo High School, де мала середній бал 4.1, що дозволило їй отримати стипендію для університету Cal State Fullerton. Це їй було необхідно для продовження навчання і здобуття освіти юриста.
Вона сказала, що Господь велів їй співати християнських пісень, але почувалася невпевнено через свій «жаб'ячий» голос, та після прослуховування Джессі Веласкесом співачка перестала сумніватися. Маккей зрівнював її з Наталі Грант та Ніколь Нордеман. У зв'язку з тим, що її батько — джазовий контрабасист, у творчості співачки відчутні впливи таких виконавців, як Чака Хан, Стіві Вандер та Стілі Ден.
Морайя пробивалася на American Idol, але вони були суворими до неї через її благочестивий образ, обґрунтувавши це тим, що перед стартом музичної кар'єри їй слід набратися досвіду («поцілувати хлопця»). Але у дівчини є правило: не цілуватися ні з ким, окрім хлопця, з яким зустрічається, і вона вірить, що це норма, якої Бог хоче, щоб вона дотримувалася. BarlowGirl у стосунках з хлопцями дотримуються аналогічних стандартів, запевняючи, що тільки таким чином можна отримати Боже благословення. На прослуховуванні у Wendi Foy співачку представив випадковий незнайомець, який був зворушений її моральними принципами. Foy допоміг їй записати демоверсії трьох пісень для ринку студій звукозапису в Нешвіллі.
Таким чином, це дозволило Морайї приєднатися до Reunion Records 11 серпня 2011. 17 квітня 2012 випустила альбом під назвою «I Choose Jesus». Тепер Пітерс навчається в університеті Grand Canyon University, паралельно записуючи пісні.
Вона була співочим голосом Vanna Banana в одному з епізодів Veggie Tales під назвою «Princess and the Popstar».

## Тур
Співачка бере участь у турі «The Hurt & The Healer» з MercyMe та колегою по цеху Chris August, виступаючи у них на розігріві.

## Альбом
Працюючи над альбомом «I Choose Jesus», Пітерс написала ще 50 пісень. Натхнення для альбому співачка черпала з безлічі джерел, «зокрема її сім'ю, особисті відносини з Христом і той досвід, який здобула, вивчаючи Біблію у вищій школі разом з іншими дівчатками».

## Дискографія

### Альбоми
| 2012 року | Я вибираю Ісуса - Дата виходу: 17 квітня 2012 - Label: Reunion - Формат: CD, цифровий завантаження | 23 | 11 |

### Знайомства
| Рік       | Назва             | Пік чартах                           | Альбом          |
| Рік       | Назва             | США Billboard Hot християнські пісні | Альбом          |
| 2012 року | «Я вибираю Ісуса» | 23                                   | Я вибираю Ісуса |

## Особисте життя
Пітерс народилася у мексикансько-французькій сім'ї. Її батько — Ентоні М., або «Тоні» Пітерс, а мати — Патриція С., у якої є старша сестра Б'янка Пітерс.